# Storakersvatnet
Storakersvatnet er en sø i Rana kommune i Nordland fylke i Norge. Akersvatnet fungerer som magasin for Ranakraftværkerne. Som følge af reguleringen og hævet vandstand, omfatter søen nu også det tidligere Grunnvatnet. Søen har en overbefolket fjeldørredbestand, og en mere begrænset bestand af almindelig ørred. Udsætning af ørred har haft god effekt i Grunnvatn.